# Phaenochitonia
Genre
Phaenochitonia est un genre d'insectes lépidoptères de la famille des Riodinidae.

## Dénomination
Le nom Phaenochitonia leur a été donné par Hans Ferdinand Emil Julius Stichel en 1910.
Ils résident en Amérique du sud.

## Liste des espèces
- Phaenochitonia cingulus (Stoll, [1790]); présent au Surinam, en Bolivie et au Brésil.
- Phaenochitonia fuliginea (Bates, 1868); présent au Brésil.
- Phaenochitonia gallardi Hall & Willmott, 1996; présent au Venezuela.
- Phaenochitonia ignipicta Schaus, 1913; présent au Costa Rica, à Panama et en Colombie.
- Phaenochitonia pseudodebilis Hall & Willmott, 1996; présent au Brésil.
- Phaenochitonia pyrsodes (Bates, 1868); présent au Brésil.
- Phaenochitonia tale (Hübner, [1819])(à confirmer; au Surinam.

### Source
- Phaenochitonia sur funet